# 20 d'abril
El 20 d'abril és el cent desè dia de l'any del calendari gregorià i el cent onzè en els anys de traspàs. Queden 255 dies per finalitzar l'any.

## Esdeveniments
Països Catalans
- 1643 - Es Bòrdes (la Vall d'Aran): capitula la fortalesa de Castell-lleó, en poder dels terços castellans (Guerra dels Segadors).
- 1684 - Barcelona: després de molts anys intentant-ho, els impressors de Barcelona són reconeguts com a gremi, però l'any següent un recurs de la Confraria de Llibreters fa que el gremi desaparegui.
- 1793 - Ceret (Vallespir): L'exèrcit espanyol guanya la batalla de Ceret en el curs de la guerra Gran.
- 1897 - Barcelona: entra en vigor el Decret d'Agregació, segons el qual els municipis de Gràcia, Sant Martí de Provençals, Sant Andreu de Palomar, Sant Gervasi de Cassoles, Sants i les Corts s'integren al de Barcelona.
- 1905 - Barcelona: Es publica a la revista «Joventut» l'últim plec de la novel·la Solitud, de Caterina Albert.[1]
- 1921 - Barcelona: Finalitza la Conferència Internacional de Comunicacions i Trànsit al Saló de Cent, organitzada per la Societat de Nacions.
- 1998 - Poblet (Catalunya): Josep Alegre Vilas és elegit abat de Poblet.
- 2015 - Barcelona: Un noi mata un professor i fereix quatre alumnes a l'IES Joan Fuster - Assalt a l'IES Joan Fuster.

Resta del món
- 1920 - Anvers: Comencen els Jocs Olímpics d'Estiu de 1920, Jocs Olímpics de la VII Olimpíada, a la ciutat d'Anvers (Bèlgica).[2]
- 2004 - Gernika (Biscaia, el País Basc): mor l'emblemàtic arbre de Gernika després de 146 anys; fou substituït el febrer del 2005.[3]
- 2004 - l'Índia: hi comencen les eleccions legislatives (duraran fins al 10 de maig).
- 2004 - Tegucigalpa (Hondures): el president Ricardo Maduro Joest ordena el retorn al país dels 370 soldats hondurenys destacats a l'Iraq.
- 2008 - Paraguai: l'ex-bisbe catòlic Fernando Lugo guanya les presidencials amb el 41% dels vots, trencant l'hegemonia de més de 60 anys de govern conservador del Partido Colorado, la candidata del qual, Blanca Ovelar, obté un 31%. Ha concorregut a les eleccions amb la coalició Alianza Patriotica por el Cambio, que agrupa sindicats d'esquerra amb representants camperols i indígenes.

## Naixements
Països Catalans
- 1824, Barcelona: Francesc Pi i Margall, president de la Primera República Espanyola i President del consell de Ministres (m. 1901).[4]
- 1853, Barcelona: Juli Marial i Tey, arquitecte i polític català (m. 1929).[5]
- 1866, Arenys de Mar Província de Barcelona: beata Teresa Vives i Missé, monja de la congregació de les Adoratrius Esclaves del Santíssim Sagrament i de la Caritat, màrtir (m. 1936).
- 1890, Sabadell: Gertrudis Artigas i Setó, professora de l'Escola Industrial i directora de l'Escola de Sargidores.[6]
- 1893, Barcelona: Joan Miró i Ferrà, pintor.(m. 1983).[7]
- 1923, Barcelona: Antònia Sanjuan i Vidal –Antoñita Rusel–, cantant dels anys 40 i 50 del segle xx (m. 2021).[8]
- 1934, Cadaqués: Quima Jaume, poeta i assagista catalana (m. 1993).[9]
- 1965, Torroella de Montgrí: Montserrat Bassa i Coll, professora, política i diputada.[10]
- 1957, València: Alfred Hernando Hueso, conegut com a Fredi, pilotari i empresari valencià.

Resta del món
- 570, la Meca (actual Aràbia Saudí): data tradicional (o el 26 d'abril) de naixement de Mahoma, profeta de l'Islam (m. 632).[11]
- 1492, Arezzo, Itàlia: Pietro Aretino, escriptor italià (m. 1556).[12]
- 1586, Lima: Rosa de Lima, religiosa peruana canonitzada per l'Església catòlica (m. 1617).[13]
- 1808, París, França: Napoleó III, darrer monarca de França (m. 1873).[14]
- 1840, Bordeus, França: Odilon Redon, pintor francès (m. 1916).[15]
- 1865, Melrose, Massachusetts: Mary Foster, bioquímica, investigadora i pedagoga estatunidenca (m. 1960).[16]
- 1868, Lo Martegue, Provença: Charles Maurras, escriptor i polític francès, de caràcter ultradretà i antisemita.(m. 1952).[17]
- 1881, Fortalesa de Modlin (Polònia): Nikolai Miaskovski, compositor rus (m. 1950).[18]
- 1889, Braunau am Inn, Àustria: Adolf Hitler, dictador alemany (m. 1945).[19]
- 1892, Nova York: Caresse Crosby, dissenyadora del sostenidor modern (m. 1970).[20]
- 1895, París (França): Henry de Montherlant, de nom complet Henry Marie Joseph Frédéric Expedite Millon de Montherlant), escriptor francès.(m. 1972).[21]
- 1908, Louisville (Kentucky): Lionel Hampton, vibrafonista, pianista, bateria, cantant i director estatunidenc de blues (m. 2002).[22]
- 1915, Rio de Janeiro, Brasil: Aurora Miranda, cantant brasilera, germana de Carmen Miranda (m. 2005).[23]
- 1918, Lund, Suècia: Kai Siegbahn, físic suec, Premi Nobel de Física de l'any 1981 (m. 2007).[24]
- 1920, EUA: John Paul Stevens, jurista estatunidenc. Membre del Tribunal Suprem dels Estats Units (m. 2019).[25]
- 1923, Alquízar, Cuba: Antonio Núñez Jiménez, polític, revolucionari i científic cubà. Pare de l'espeleologia llatinoamericana.[26]
- 1938, Merrylands, Austràlia: Betty Cuthbert, atleta australiana, guanyadora de quatre medalles olímpiques d'or en proves de velocitat (m. 2017).[27]
- 1939, Bærum, Noruega: Gro Harlem Brundtland, metgessa i política noruega que ha estat Primera Ministra de Noruega en diverses ocasions.[28]
- 1940, Madrid: Pilar Miró, reconeguda directora de cinema i realitzadora de televisió (m. 1997).[29]
- 1941, Los Angeles, Califòrnia, Estats Units: Ryan O'Neal, actor estatunidenc.
- 1946, Eisenach, Alemanya: Sabine Bergmann-Pohl, política democratacristiana, l'última a ocupar el càrrec de cap d'estat de la RDA.[30]
- 1949, Cloquet, Minnesota (Estats Units): Jessica Phyllis Lange és una actriu estatunidenca.
- 1961, Slaný, Txèquia: Eva Urbanová, soprano txeca que ha tingut una carrera internacional activa des del 1987.[31]
- 1968, Magadan: Ielena Välbe, esquiadora de fons russa que competí els anys 1990.[32]
- 1973, Bakú, RSS d'Azerbaidjan, URSS: Isabel dos Santos, inversora i empresària angolesa.
- 1975 - Kosovo: Atifete Jahjaga, política kosovar que ha estat presidenta de Kosovo.[33]
- 1983, 
  - Nova Orleans, Louisiana: Danny Granger, jugador de bàsquet estatunidenc.
  - Sydney, Austràlia: Miranda Kerr, model i actriu australiana.
- 1996 - Adannaː Veriko Tchumburidze, violinista turca d'origen georgià.[34]

## Necrològiques
Països Catalans
- 1375 - Lleida: Elionor de Sicilia, infanta de Sicília i reina de la Corona d'Aragó (1349-1375) (n. 1325).[35]
- 1852 - Barcelona: Marcelino Andrés y Andrés, metge i botànic (n. 1807).
- 1912 - Dénia, Marina Alta: Roc Chabàs Llorens, religiós i historiador valencià (n. 1844).
- 1927 - Madrid: Enric Simonet i Lombardo, pintor valencià.
- 1973 - Barcelonaː Consol Pastor Martínez, bibliotecària catalana, de la primera promoció de l'Escola de Bibliotecàries (n. 1887).[36]
- 1995 - Madrid: Josep Capmany i Casamitjana, bisbe auxiliar de Barcelona (n. 1920).
- 2004 - Poblet, Vimbodí, Conca de Barberà: Agustí Altisent Altisent, monjo de Poblet i historiador català (n. 1923).
- 2023 - Barcelona: Josep Maria Fusté i Blanch, futbolista català (n. 1941).

Resta del món
- 1344 - Aurenja (Provença): Guersònides, filòsof, astrònom i matemàtic jueu (n. 1288).[37]
- 1521 - Pequín (Xina): Zhu Houzhao, onzè emperador de la Dinastia Ming amb el nom d'emperador Zhengde (n. 1491).[38]
- 1690 - Versalles: Maria Anna Victòria de Baviera, princesa de Baviera i delfina de França (m. 1740).[39]
- 1770 - París: Marie-Anne de Camargo, ballarina francesa que renovà la tècnica i la indumentària de la dansa.[40]
- 1817 - Sokoto (Nigèria): Shehu Osman Dan Fodia o Shaihu Usman dan Fodio,fundador del Sultanat de Sokoto el 1809, professor religiós, escriptor i promotor Islàmic (n. 1754).[14]
- 1866 - Madrid (Espanya): Antonio Remón Zarco del Valle y Huet militar, enginyer i escriptor espanyol (n. 1785).
- 1869 - 
  - Kiel, Alemanya: Carl Loewe, compositor alemany (n. 1796).[41]
  - Iroquois County, Illinois: Mary Agnes Chase, botànica estatunidenca (m. 1963).
- 1909 - Saint-Michel-de-Chavaignes (Sarthe)ː Hélène Bertaux, escultora francesa, primera a obtenir reconeixement, i activista a favor de les dones artistes (n. 1825).[42]
- 1912 - 
  - Londres: Bram Stoker, escriptor irlandès, mor de sífilis, autor de la novel·la Dracula (n. 1847).[43]
  - Niça: Marian Farquharson, naturalista britànica, activista pels drets de les dones (n. 1846).[44]
- 1915 - Hamburg Ludwig Friederichsen, geògraf, cartògraf, editor, llibreter, i polític colonial alemany.
- 1917 - Milà: Romilda Pantaleoni, soprano italiana de prolífica carrera operística a finals del segle xix (n. 1847).[45]
- 1918 - Nova York, (EUA): Karl Ferdinand Braun, físic alemany, Premi Nobel de Física de 1909 (n. 1850).[46]
- 1951 - Roma (Itàlia): Ivanoe Bonomi, polític italià. Integrat en el socialisme revisionista, va ser president del consell de ministres de 1921 a 1922 i de 1944 a 1945 (n. 1873).[17]
- 1963 - Madrid: Julián Grimau, polític espanyol afusellat pel franquisme (n. 1911).[47]
- 1970 - París: Paul Celan, poeta en alemany nascut a Romania (n. 1920).[48]
- 1995 - San Fernando (Cadis): Elisa Ruiz Fernández, directora artística i figurinista espanyola (n. 1939).[49]
- 2003 - Londres: Bernard Katz, metge i biofísic britànic d'origen alemany, Premi Nobel de Medicina o Fisiologia de l'any 1970 (n. 1911).
- 2006 - Wyndmoor, Pennsylvania: Kathleen McNulty Mauchly Antonelli, matemàtica, programadora de la computadora ENIAC.[50]
- 2008 - Los Angeles: Bebe Barron, compositora i enginyera de so nord-americana de música electrònica (n. 1925).[51]
- 2017 - Varsòvia: Magdalena Abakanowicz, destacada escultora i artista tèxtil de l'escola polonesa del tapís (n. 1930)[52]
- 2018 - Masqat, (Oman): Tim Bergling "Avicii", DJ i productor musical suec.
- 2020 - la Corunya: Luz Pozo Garza, poetessa gallega, membre numerària de la Real Academia Galega (n. 1922).[53]

## Festes i commemoracions
- Onomàstica: sants Sulpici i Servilià de Roma, màrtirs; Anicet I, papa; Secundí de Còrdova, màrtir; Marcel·lí d'Ambrun, bisbe; Caedwal de Gal·les, rei; Hildegunda de Schönau, verge i monjo; Agnès de Montepulciano, verge dominicana; Oda de Rivroelles, verge; beat Gerard de Sales, fundador de la Congregació de Cadonh.